# Raflézie
Raflézie (Rafflesia) je rod tropických parazitických rostlin z čeledi rafléziovité. Jsou to nezelené a bezlisté byliny s obrovskými květy, parazitující na liánách rodu tetrastigma. Vyskytují se v počtu 16 druhů v jihovýchodní Asii.

## Popis
Raflézie jsou dvoudomé bezlisté byliny, parazitující na kořenech a kmenech lián rodu tetrastigma z čeledi révovité (Vitaceae). Jedná se o rostlinný hyperparazitismus. Do hostitele rostlina prorůstá spletí vláken připomínajících houbové mycelium. Květy jsou jednotlivé, pravidelné, jednopohlavné a vyrůstají přímo z kmene či kořenů hostitelské liány. Okvětí je tvořeno 5 masivními plátky, srůstajícími na bázi v trubku a ve střední části květu tvořícími manžetu. Na dně vnitřní části květu je rozšířený střední sloupek, na jehož vrchní straně jsou specializované výrůstky, sloužící k rozptylování zápachu pro přilákání opylovačů. Pod límcem tohoto středního sloupku jsou u samčích květů ukryty tyčinky (v počtu 5 až mnoho). Semeník v samičích květech je spodní, srostlý ze 4 až 8 plodolistů, s mnoha komůrkami vznikajícími tvorbou druhotných přepážek se síťovitou strukturou. Plodem je bobule.
Rod zahrnuje 16 druhů a je rozšířen v jihovýchodní Asii.
Nejznámějším představitelem tohoto rodu je raflézie Arnoldova (Rafflesia arnoldii), jejíž květ dosahující přes 1 metr v průměru a vážící 10 kg je největším a nejtěžším květem v rostlinné říši.

## Opylování
Proces opylování byl studován na druhu Rafflesia pricei. Opylení je zprostředkováno bzučivkami z rodů Lucilia and Chrysomya. Bylo zjištěno, že mouchy jsou lákány jak pachem, připomínajícím zahnívající maso, tak i vzhledem květů. Když moucha navštíví vnitřek samčího květu, kde jsou pod límcem centrálního sloupku ukryty prašníky, je navedena okrajem opatřeným štětinami tak, že se jí nalepí pyl na hřbetní část trupu. Průsvitná okénka na vnitřní části manžety okvětí napomáhají hmyzu v orientaci uvnitř květu. Když potom pylem obtížená moucha navštíví samičí květ a prodere se pod zvětšeným okrajem středního sloupku květu, pyl z jejího hřbetu se setře na bliznu. Opylení jsou tak schopny zajistit jen velké mouchy. Květ mouchám nic na oplátku neposkytuje, pouze je přelstí vidinou potravy a možnosti naklást vajíčka do mršiny. Jedním z důvodů vzácnosti těchto rostlin v přírodě může být i nízká šance na úspěšné opylení, neboť k tomu musí vykvést poblíž sebe samčí i samičí květ.

## Pěstování
Raflézie bývá označována jako "panda rostlinné říše". Kromě obvyklých společných znaků jako odlesňování a problematické rozmnožování je navíc ohrožená kvůli jejímu využití v tradiční medicíně. Až do roku 2021 nebyl žádný z pokusů o její kultivaci úspěšný. Přesný mechanismus přenosu parazita semeny zůstává neznámý. Historicky první úspěch zaznamenali na ostrově Jáva, kdy se botaničce Sofi Mursidawati povedlo naroubovat nakaženou část liány na novou hostitelskou rostlinu v botanické zahradě.